# Kolumbia az 1964. évi nyári olimpiai játékokon
Kolumbia a japán Tokióban megrendezett 1964. évi nyári olimpiai játékok egyik részt vevő nemzete volt. Az országot az olimpián 6 sportágban 20 sportoló képviselte, akik érmet nem szereztek.

## Atlétika
Férfi
| Versenyző           | Versenyszám | Előfutam         | Előfutam         | Előfutam         | Negyeddöntő | Negyeddöntő | Negyeddöntő | Elődöntő | Elődöntő | Elődöntő | Döntő   | Döntő    |
| Versenyző           | Versenyszám | Idő              | Hely.            | Össz.            | Idő         | Hely.       | Össz.       | Idő      | Hely.    | Össz.    | Idő     | Helyezés |
| ------------------- | ----------- | ---------------- | ---------------- | ---------------- | ----------- | ----------- | ----------- | -------- | -------- | -------- | ------- | -------- |
| Francisco Gutiérrez | 100 m       | 11,03            | 6.               | 60.              | kiesett     | kiesett     | kiesett     | kiesett  | kiesett  | kiesett  | kiesett | kiesett  |
| Francisco Gutiérrez | 200 m       | 21,88            | 6.               | 39.              | kiesett     | kiesett     | kiesett     | kiesett  | kiesett  | kiesett  | kiesett | kiesett  |
| Pedro Grajales      | 200 m       | 21,48            | 3.               | 24.              | 21,78       | 7.          | 25.         | kiesett  | kiesett  | kiesett  | kiesett | kiesett  |
| Pedro Grajales      | 400 m       | 47,28            | 4.               | 23.              | 47,86       | 6.          | 26.         | kiesett  | kiesett  | kiesett  | kiesett | kiesett  |
| José Gregorio Neira | 800 m       | 1:55,6           | 7.               | 41.              |             |             |             | kiesett  | kiesett  | kiesett  | kiesett | kiesett  |
| José Gregorio Neira | 1500 m      | nem állt rajthoz | nem állt rajthoz | nem állt rajthoz |             |             |             | kiesett  | kiesett  | kiesett  | kiesett | kiesett  |
| Álvaro Mejía        | 5000 m      | 14:41,4          | 13.              | 42.              |             |             |             |          |          |          | kiesett | kiesett  |

## Kerékpározás

### Országúti kerékpározás
| Versenyző                                                      | Versenyszám     | Idő                    | Helyezés      |
| -------------------------------------------------------------- | --------------- | ---------------------- | ------------- |
| Mario Escobar                                                  | Mezőnyverseny   | nem ért célba          | nem ért célba |
| Rubén Darío Gómez                                              | Mezőnyverseny   | 4:39:51,83 (+0:00,20)  | 69.           |
| Pablo Hernández                                                | Mezőnyverseny   | 4:39:51,80 (+0:00,17)  | 55.           |
| Martín Rodríguez                                               | Mezőnyverseny   | 4:39:51,78 (+0:00,15)  | 46.           |
| Rubén Darío Gómez Martín Rodríguez Pedro Sánchez Javier Suárez | Csapat időfutam | 2:40:59,99 (+14:28,80) | 21.           |

### Pálya-kerékpározás
Sprintverseny
| Versenyző      | Versenyszám  | 1. forduló                                         | 1. forduló | Vigaszág selejtező              | Vigaszág selejtező | Vigaszág döntő       | Vigaszág döntő | Nyolcaddöntő                                       | Nyolcaddöntő | Vigaszág selejtező     | Vigaszág selejtező | Vigaszág döntő       | Vigaszág döntő | Negyeddöntő                            | Elődöntő             | Döntő                | Helyezés    |
| Versenyző      | Versenyszám  | Ellenfelek Győztes idő                             | Hely.      | Ellenfél Győztes idő            | Hely.              | Ellenfél Győztes idő | Hely.          | Ellenfelek Győztes idő                             | Hely.        | Ellenfelek Győztes idő | Hely.              | Ellenfél Győztes idő | Hely.          | Ellenfél Győztes idő                   | Ellenfél Győztes idő | Ellenfél Győztes idő | Helyezés    |
| -------------- | ------------ | -------------------------------------------------- | ---------- | ------------------------------- | ------------------ | -------------------- | -------------- | -------------------------------------------------- | ------------ | ---------------------- | ------------------ | -------------------- | -------------- | -------------------------------------- | -------------------- | -------------------- | ----------- |
| Eduardo Bustos | Férfi egyéni | Daniel Morelon (FRA) · Tan Thol (CAM) · 12,84      | 2.         | Piet van der Touw (NED) · 12,48 | 2.                 | kiesett              | kiesett        | kiesett                                            | kiesett      | kiesett                | kiesett            | kiesett              | kiesett        | kiesett                                | kiesett              | kiesett              | helyezetlen |
| Mario Vanegas  | Férfi egyéni | Gordon Johnson (AUS) · Zbysław Zając (POL) · 12,09 | 1.         |                                 |                    |                      |                | Omar Phakadze (URS) · Pierre Trentin (FRA) · 12,07 | 1.           |                        |                    |                      |                | Sergio Bianchetto (ITA) · 13,00, 12,31 | kiesett              | kiesett              | 5.          |

Időfutam
| Versenyző      | Versenyszám  | Idő     | Helyezés |
| -------------- | ------------ | ------- | -------- |
| Eduardo Bustos | Férfi egyéni | 1:15,05 | 19.      |

Üldözőversenyek
| Versenyző        | Versenyszám  | Selejtező                         | Selejtező | Selejtező | Negyeddöntő  | Negyeddöntő | Negyeddöntő | Elődöntő     | Elődöntő  | Elődöntő | Döntő        | Döntő     | Helyezés    |
| Versenyző        | Versenyszám  | Ellenfél Idő                      | Saját idő | Hely.     | Ellenfél Idő | Saját idő   | Hely.       | Ellenfél Idő | Saját idő | Hely.    | Ellenfél Idő | Saját idő | Helyezés    |
| ---------------- | ------------ | --------------------------------- | --------- | --------- | ------------ | ----------- | ----------- | ------------ | --------- | -------- | ------------ | --------- | ----------- |
| Martín Rodríguez | Férfi egyéni | Jamafudzsi Hiromi (JPN) · 5:17,57 | 5:17,77   | 2.        | kiesett      | kiesett     | kiesett     | kiesett      | kiesett   | kiesett  | kiesett      | kiesett   | helyezetlen |

## Műugrás
Férfi
| Versenyző   | Versenyszám        | Selejtező | Selejtező | Döntő   | Döntő    |
| Versenyző   | Versenyszám        | Pont      | Helyezés  | Pont    | Helyezés |
| ----------- | ------------------ | --------- | --------- | ------- | -------- |
| Diego Henao | Egyéni toronyugrás | 76,91     | 29.       | kiesett | kiesett  |

## Sportlövészet
Férfi
| Versenyző           | Versenyszám          | Pont | Helyezés |
| ------------------- | -------------------- | ---- | -------- |
| Antonio Clopatofsky | Gyorstüzelő pisztoly | 560  | 41.      |

## Úszás
Férfi
| Versenyző    | Versenyszám  | Előfutam | Előfutam | Előfutam | Döntő   | Döntő    |
| Versenyző    | Versenyszám  | Idő      | Hely.    | Össz.    | Idő     | Helyezés |
| ------------ | ------------ | -------- | -------- | -------- | ------- | -------- |
| Julio Arango | 400 m gyors  | 4:35,1   | 5.       | 33.      | kiesett | kiesett  |
| Julio Arango | 1500 m gyors | 17:59,1  | 3.       | 14.      | kiesett | kiesett  |

## Vívás
Férfi
| Versenyző                                                                    | Versenyszám       | Csoportkör | Csoportkör | Csoportkör | Csoportkör | Elődöntő          | Elődöntő          | Elődöntő          | Döntő             | Helyezés    |
| Versenyző                                                                    | Versenyszám       | 1. kör | 1. kör     | 2. kör | 2. kör     | 3. kör            | 4. kör            | 5. kör            | Döntő             | Helyezés    |
| Versenyző                                                                    | Versenyszám       | Ellenfél Eredmény | Hely.      | Ellenfél Eredmény | Hely.      | Ellenfél Eredmény | Ellenfél Eredmény | Ellenfél Eredmény | Ellenfél Eredmény | Helyezés    |
| ---------------------------------------------------------------------------- | ----------------- | --- | ---------- | --- | ---------- | ----------------- | ----------------- | ----------------- | ----------------- | ----------- |
| Emilio Echeverry                                                             | Tőr, egyéni       | D. csoport · Mark Midler (URS) · 1-5 · Jürgen Brecht (EUA) · 1-5 · Szabó Sándor (HUN) · 2-5 · Nasser Madani (IRI) · 3-5 · Robert Foxcroft (CAN) · 5-3 | 5.         | kiesett | kiesett    | kiesett           | kiesett           | kiesett           | kiesett           | helyezetlen |
| Ignacio Posada                                                               | Tőr, egyéni       | G. csoport · Kamuti Jenő (HUN) · 1-5 · Roland Losert (AUT) · 0-5 · Alexander Leckie (GBR) · 4-5 · Edwin Richards (USA) · 5-3 · John Bouchier-Hayes (IRL) · 5-4 | 4.         | F. csoport · Ókava Heizaburó (JPN) · 0-5 · Jean-Claude Magnan (FRA) · 2-5 · Kamuti Jenő (HUN) · 1-5 · Jürgen Brecht (EUA) · 2-5 · Sameh Rahman (RAU) · 1-5                                                            | 6.         | kiesett           | kiesett           | kiesett           | kiesett           | helyezetlen |
| Dibier Tamayo                                                                | Tőr, egyéni       | H. csoport · Haukler István (ROU) · 1-5 · Witold Woyda (POL) · 0-5 · Pasquale La Ragione (ITA) · 0-5 · Tim Gerresheim (EUA) · 0-5 · Brian McCowage (AUS) · 3-5 · Ronnie Theseira (MAS) · 5-2                                                                               | 6.         | kiesett | kiesett    | kiesett           | kiesett           | kiesett           | kiesett           | helyezetlen |
| Dibier Tamayo                                                                | Párbajtőr, egyéni | E. csoport · Claude Bourquard (FRA) · 1-5 · Alberto Pellegrino (ITA) · 1-5 · Walter Bar (SUI) · 1-5 · Göran Abrahamsson (SWE) · 1-5 · Dietrich Hecke (EUA) · 2-5 · Han Mjongszok (Han Myeong-seok) (KOR) · 3-5 · Sergio Vergara (CHI) · 3-5 · Houshmand Almasi (IRI) · 5-3 | 8.         | kiesett | kiesett    | kiesett           | kiesett           | kiesett           | kiesett           | helyezetlen |
| Emilio Echeverry                                                             | Párbajtőr, egyéni | G. csoport · Tabucsi Kazuhiko (JPN) · 3-5 · Jacques Guittet (FRA) · 1-5 · Kausz István (HUN) · 3-5 · David Micahnik (USA) · 4-5 · Russell Hobby (AUS) · 4-5 · Sergio Jimenez (CHI) · 4-5 · Michel Steininger (SUI) · 5-4                                                   | 8.         | kiesett | kiesett    | kiesett           | kiesett           | kiesett           | kiesett           | helyezetlen |
| Ernesto Sastre                                                               | Párbajtőr, egyéni | F. csoport · Franz Rompza (EUA) · 1-5 · Kulcsár Győző (HUN) · 1-5 · Giuseppe Delfino (ITA) · 2-5 · Allan Jay (GBR) · 2-5 · Marcus Leyrer (AUT) · 2-5 · Ivan Lund (AUS) · 2-5 · Robert Foxcroft (CAN) · 3-5                                                                 | 8.         | kiesett | kiesett    | kiesett           | kiesett           | kiesett           | kiesett           | helyezetlen |
| Emilio Echeverry                                                             | Kard, egyéni      | D. csoport · Bakonyi Péter (HUN) · 2-5 · Keresztes Attila (USA) · 0-5 · Jürgen Theuerkauff (EUA) · 2-5 · Kitao Teruhiro (JPN) · 0-5 · Nasser Madani (IRI) · 5-3 | 5.         | kiesett | kiesett    | kiesett           | kiesett           |                   | kiesett           | helyezetlen |
| Humberto Posada                                                              | Kard, egyéni      | H. csoport · Tănase Mureșanu (ROU) · 4-5 · Umjar Mavlihanov (URS) · 1-5 · Pézsa Tibor (HUN) · 2-5 · Alberto Lanteri (ARG) · 1-5 · Les Tornallyay (AUS) · 2-5 · John Andru (CAN) · 5-4                                                                                      | 7.         | kiesett | kiesett    | kiesett           | kiesett           |                   | kiesett           | helyezetlen |
| Ignacio Posada                                                               | Kard, egyéni      | A. csoport · Jakov Rilszkij (URS) · 2-5 · Pierluigi Chicca (ITA) · 3-5 · Ion Drîmbă (ROU) · 5-2 · Michael Ryan (IRL) · 5-2 · Rafael González (ARG) · 2-5 · Rájátszás: · Rafael González (ARG) · 5-3                                                                        | 4.         | D. csoport · Emil Ochyra (POL) · 2-5 · Bakonyi Péter (HUN) · 1-5 · Cesare Salvadori (ITA) · 0-5 · Tănase Mureșanu (ROU) · 0-5 · Ralph Cooperman (GBR) · 1-5 · Hámori Jenő (USA) · 5-3 · Enrique Penabella (CUB) · 5-2 | 7.         | kiesett           | kiesett           |                   | kiesett           | helyezetlen |
| Emilio Echeverry Humberto Posada Ignacio Posada Ernesto Sastre Dibier Tamayo | Tőr, csapat       | D. csoport · Egyesült Német Csapat (EUA) · 0-9 · Szovjetunió (URS) · 0-16 | 4.         | |            |                   | kiesett           | kiesett           | kiesett           | helyezetlen |
| Emilio Echeverry Humberto Posada Ernesto Sastre Dibier Tamayo                | Párbajtőr, csapat | B. csoport · Ausztria (AUT) · 1-13 · Svédország (SWE) · 2-14 | 4.         | |            | kiesett           | kiesett           | kiesett           | kiesett           | helyezetlen |